# Dinotrema curvicauda
Dinotrema curvicauda är en stekelart som beskrevs av Vladimir Ivanovich Tobias 2007. Dinotrema curvicauda ingår i släktet Dinotrema och familjen bracksteklar. Inga underarter finns listade i Catalogue of Life.